# Konstantin Kalinin
Konstantin Aleksiejewicz Kalinin (ros. Константин Алексеевич Калинин; ur. 5 lutego 1887 w Warszawie, zm. 22 października 1938 w Woroneżu) – radziecki pilot i konstruktor lotniczy.

## Życiorys
Konstantin Kalinin urodził się w Warszawie. Jego ojciec był wojskowym. W 1907 został żołnierzem 184 Warszawskiego Pułku Piechoty. W latach 1909–1912 studiował na Akademii Wojskowej w Odessie.
W 1938 został aresztowany. Po 7 miesiącach od aresztowania osądzony i skazany na śmierć (tajne posiedzenie sądu trwało 10 minut). Rozstrzelany w woroneskim więzieniu NKWD.

## Najbardziej znane konstrukcje
- K-1
- K-2
- K-3
- K-4
- K-5
- K-6
- K-7
- K-8
- K-9
- K-10
- K-11
- K-12
- K-13
- K-14
- K-15
- K-15